# Cecil Beaton
Cecil Walter Hardy Beaton (Hampstead, 14 gennaio 1904 – Broad Chalke, 18 gennaio 1980) è stato un fotografo e costumista britannico.

## Biografia
Cecil Beaton nasce a Hampstead, in Inghilterra, conosciuto anche come Sir Cecil Walter Hardy Beaton. Uno dei quattro figli di Ernest Beaton, commerciante di legname e padre di una famiglia di classe media. Cecil è appassionato d'arte fin da giovane e viene incoraggiato a seguire questa sua passione. Nella sua auotobiografia Beaton racconterà la prima volta in cui ha provato interesse per la fotografia: quando a tre anni trovò delle cartoline della attrice edoardiana Lily Elsie.
Da questo episodio Beaton inizierà a scovare e collezionare le cartoline di attrici famose, estetica che influenzerà il suo stile fotografico. Inizia a fotografare a 11 anni, quando i suoi genitori gli regalano la sua prima macchina fotografica, una Box-Brownie, lui stesso ha raccontato di aver sperimentato molto e che si divertiva facendo posare la madre e le sorelle. Dopo il liceo studia storia e architettura all'Università di Cambridge e dal 1926 si dedica alla fotografia e a disegnare costumi e scenografie per la televisione e poi per il cinema. Vince due Oscar per Gigi e My Fair Lady. In particolar modo diventerà un'icona della moda il vestito bianco e nero disegnato da Beaton ed indossato da Audrey Hepburn in My Fair Lady.
Nel 1927, a soli 23 anni, Beaton viene assunto dalla rivista Vogue come disegnatore ma si fa apprezzare anche per la sua fotografia. Dal 1939 al 1945 è il fotografo ufficiale del Ministero dell'informazione Britannico, viaggiando dalla Cina al Medio Oriente e rischiando la vita più volte. La sua fotografia in questo periodo subisce una svolta epocale, Beaton ritrae dai soldati ai capi di Stato, e gli scatti di questo periodo sono considerati tra i più importanti. Negli anni '40 Beaton riprenderà a collaborare con Vogue, e le sue fotografie riappariranno sia su Vogue inglese che su Vogue America. Sir Beaton è stato anche un viveur dei suoi tempi, particolarmente attratto dalle personalità stravaganti ed eclettiche e sempre impegnato nella vita dell'epoca. Tramite i suoi scatti di inizi carriera ha documentato e vissuto a pieno i divertimenti delle Bright Young Things, ovvero quella generazione che ha vissuto la giovinezza a cavallo tra i due conflitti mondiali, negli anni '30, caratterizzata da una particolare spensieratezza e una instancabile voglia di vivere.
Cecil Beaton è stato anche il fotografo ufficiale della famiglia reale britannica, e grazie alle sue immagini che ritraevano una regina più accessibile e più umana, anche madre e moglie, ha contribuito a ristabilire la popolarità della Corona. Anche quando si tratta di incarichi ufficiali Beaton propone uno stile patinato, che ricorda il glamour e riesce ad ammorbidire l'immagine di Elisabetta II, fino a quel momento vista come donna rigida ed austera. Anche per questo viene insignito del titolo di Sir, proprio per volere della sovrana per i suoi meriti nelle arti.
A Cecil Beaton è stato dedicato un docufilm diretto da Lisa Immordino Vreeland ed intitolato Love, Cecil, che racconta la vita del fotografo a partire da filmati originali, foto d'epoca e i diari di Beaton. Cecil Beaton è stato preso da esempio da tantissimi fotografi tra cui Erdem Moralioglu, che nei suoi lavori include spesso citazioni agli scatti di Beaton. Nel 2020 la National Portrait Gallery di Londra ha dedicato una mostra a Beaton, intitolata Bright Young Things dedicata ai primi anni del fotografo, quando i soggetti dei suoi lavori erano la sua cerchia di amici ricchi, belli e aristocratici.

## Estetica fotografica
La fotografia di Beaton è in bianco e nero, caratterizzata da una profonda vena irriverente che va a cercare dettagli inusuali anche in donne iconiche come Marilyn Monroe e Grace Kelly.
Beaton è stato un grande innovatore del mondo fotografico, nonché uno dei più importanti fotografi del ventesimo secolo. Beaton ha fotografato per esempio la regina Elisabetta II, Wallis Simpson e Edoardo VIII, icone come Greta Garbo, Audrey Hepburn e Marilyn Monroe, o personalità come la pittrice Bridget Bate Tichenor, lo scrittore H. G. Wells, Elizabeth Taylor, Richard Burton. In queste e altre occasioni ha mostrato il suo più grande talento, ovvero quello di riuscire a far emergere degli elementi mai visti in personalità importanti e sotto gli occhi di tutti, riusciva infatti ad umanizzarle e a renderle più complete, mostrandone un lato nuovo e più vicino allo spettatore, che riusciva a coglierne anche i lati più nascosti.
Grazie alle immagini Beaton riusciva a rafforzare lo status quo di queste personalità. Questo valeva per i personaggi politici tanto quanto per gli scatti di moda, in cui il surrealismo ne faceva da padrone. Beaton è stato uno dei primi fotografi ad utilizzare tecniche proprie della scenografia teatrale per scattare fotografie estremamente particolari, si ricorda ad esempio lo sfondo in cellophane o in lamina d'argento. Il glamour femminile è sempre al centro della fotografia di Beaton, pur essendo reinterpretato con personalità, l'estetica della sua fotografia di moda è stata di certo influenzata dalla sua bisessualità, dalla cultura queer e dall'estetica visiva della Pop Art di Andy Warhol e David Hockney.
Nella fotografia di guerra, invece, Cecil Beaton non si sofferma sugli orrori, ma piuttosto su uno spirito di ricostruzione e di ricerca dell'umanità, di resilienza. Uno degli scatti più rappresentativi di questo periodo ritrae una bambina ricoverata in ospedale, Eileen Dunne, a soli tre anni, che stringe la sua bambola di pezza. Questa fotografia finirà sulla copertina di Life e farà il giro del mondo facendo parlare dei conflitti in Europa e scuotendo gli animi, contribuendo alla decisione degli Stati Uniti di intervenire nel conflitto mondiale.

## Foto celebri
- "Miss Mary Taylor", Anni '30
- "I fratelli Marx", 1932 c.
- "Katharine Hepburn", 1934/1936 - 1960
- "Dürrüşehvar Sultan, principessa di Berar", 1940, 1954, 1965
- "Maria Callas", 1956
- "Marilyn Monroe, 1956
- "La Principessa Natalie Paley ", 1930 c.
- "Miss Nancy Beaton", 1925 c.
- "Fotografia di moda", 1935-36 c.
- "Marlene Dietrich ", 1935

## Spettacoli teatrali
- My Fair Lady (1956)

## Filmografia
- Il maggiore Barbara (Major Barbara), regia di Gabriel Pascal e, non accreditati, Harold French e David Lean (1941)
- Kipps, regia di Carol Reed - costumi (1941)
- Dangerous Moonlight, regia di Brian Desmond Hurst (1941)
- Il nemico di Napoleone (The Young Mr. Pitt), regia di Carol Reed (1942)
- On Approval, regia di Clive Brook
- Felicità proibita (Beware of Pity), regia di Maurice Elvey (1946)
- Un marito ideale (An Ideal Husband), regia di Alexander Korda - costumi (1947)
- Anna Karenina, regia di Julien Duvivier (1948)
- The Truth About Women, regia di Muriel Box (1957)
- Gigi, regia di Vincente Minnelli (1958)
- Il dilemma del dottore (The Doctor's Dilemma), regia di Anthony Asquith (1958)
- My Fair Lady, regia di George Cukor - costumi (1964)